# Rivolta Pueblo

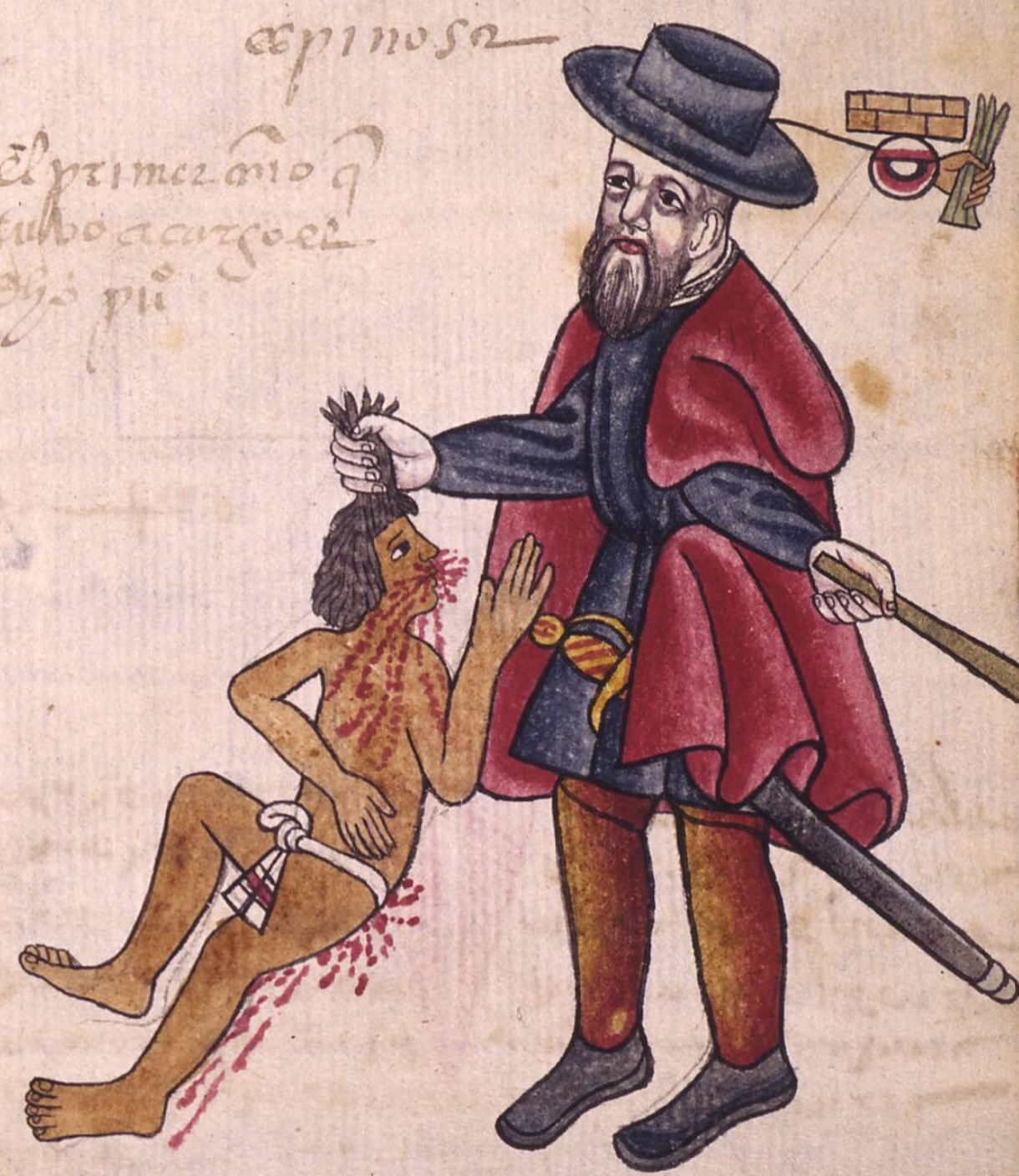
Immagine tratta dal Códice Kingsborough che mostra un encomendero che maltratta un nativo americano.

La Rivolta Pueblo del 1680 fu una insurrezione dei nativi americani Pueblo che abitavano la provincia del Nuovo Messico nella colonia della Nuova Spagna.
La rivolta, cui parteciparono molte tribù Pueblo della regione ed alcune tribù Apache, iniziò il 10 agosto 1680 e si concluse il 21 agosto con la sconfitta degli Spagnoli, comandati dal governatore Antonio de Otermin, che furono costretti ad abbandonare la regione per 12 anni, fino al 1692, quando questa venne riconquistata dal governatore Diego de Vargas.

## Antefatto
L'esplorazione spagnola del territorio dell'attuale Nuovo Messico ebbe inizio nel 1540 quando Francisco Vázquez de Coronado si addentrò nel territorio alla ricerca delle mitiche sette città d'oro. In quella occasione si ebbero i primi contatti fra gli Spagnoli ed i Pueblo di diverse tribù che abitavano la parte settentrionale del Nuovo Messico. Anche se vi fu qualche episodio cruento (di cui il più importante è noto come guerra del Tiguex), non furono stabiliti dagli spagnoli insediamenti permanenti e quindi di fatto lo stile di vita dei Pueblo non venne alterato.
Le cose andarono diversamente nel 1598 quando Juan de Oñate, incaricato dal re di Spagna Filippo II di colonizzare la parte settentrionale del Vicereame di Nuova Spagna, si mise alla testa di una imponente spedizione che il 30 aprile 1598 guadò il Rio Grande presso l'allora Paso del Norte (moderna Ciudad Juárez), annettendo alla corona spagnola una vasta area di territorio, che fu chiamato dagli Spagnoli Provincia di Santa Fè. Della spedizione facevano parte anche avventurieri in cerca di ricchezze e numerosi frati francescani che avevano il compito di diffondere la fede cattolica fra gli indigeni della regione. Pertanto nel periodo successivo furono realizzati nuovi insediamenti, oppure utilizzati insediamenti preesistenti che furono popolati da coloni e governanti spagnoli. Anche i religiosi fecero la loro parte ed in gran parte dei pueblo del Nuovo Messico centro-settentrionale furono erette chiese e stabilite missioni cattoliche.
Il risultato di questa colonizzazione fu che nei confronti della popolazione pueblo si venne a creare nel tempo una doppia forma di vessazione: da un lato la persecuzione religiosa, dall'altro l'oppressione economica.
L'evidenza della persecuzione religiosa è innegabile. I francescani avevano il dichiarato obiettivo di convertire i nativi alla religione cattolica. Essi pertanto cercarono con ogni mezzo di far scomparire tutti i simboli e gli strumenti dell'antica religione, incendiando e distruggendo i kiva e tutti i simboli del complesso cerimoniale religioso dei Pueblo. Inoltre molti capi religiosi vennero imprigionati con l'accusa di stregoneria ed in alcuni casi uccisi. Uno degli episodi più noti avvenne nel 1675, quando l'allora governatore Juan Francisco Treviño nel corso di una campagna contro l'idolatria fece arrestare 47 uomini della medicina, che gli Spagnoli chiamavano in modo dispregiativo "stregoni". Quattro di questi furono mandati al patibolo, mentre gli altri furono pubblicamente fustigati e condannati alla schiavitù. Fra questi vi era anche un leader religioso dei Pueblo di San Juan che successivamente, con il nome di Popé, divenne uno dei capi della rivolta del 1680.
Il secondo elemento della tirannia spagnola fu lo sfruttamento economico del popolo Pueblo. Essi, oltre a rendere obbedienza agli stranieri, furono costretti a pagare loro pesanti tributi sotto forma di prodotti agricoli e lavoro coatto. Il sistema era basato su due istituzioni giuridiche spagnole, la encomienda ed il repartimiento. Attraverso questo meccanismo ai signorotti spagnoli locali (detti encomenderos) venivano assegnati un determinato numero di nativi con la scusa di difenderli dalle tribù guerriere limitrofe ed istruirli alla lingua spagnola ed alla religione cristiana. In cambio di questo i nativi dovevano rimborsare i signori delle spese sostenute sotto forma di lavoro e tributi pagati in natura. I tributi venivano pagati due volte l'anno: con tessuti di cotone e pelli nel mese di maggio e con mais dopo il raccolto di ottobre.

## La rivolta pueblo

Statua di Popé che tiene nelle mani un quipu

Il perdurare nel tempo di questa situazione di oppressione iniziò a produrre nei primi decenni del 1600 dei tentativi di rivolta. Si trattò dapprima di tentativi isolati, condotti dagli abitanti di un singolo pueblo, che prendevano l'avvio da qualche specifico episodio. Tra il 1623 ed il 1639 vi furono delle ribellioni nei pueblo di Jemez, Zuni e Taos. Nel 1650, durante il governatorato di Hernando de Ugarte y la Concha (1649 - 1653) vi fu una rivolta che coinvolse simultaneamente i pueblo di Isleta, Alameda, San Felipe, Cochiti, Jemez e alcune tribù Apache. Un secondo tentativo di rivolta simultanea, che coinvolse i pueblo Tompiro dell'area di Salinas, avvenne durante il governatorato di Fernando de Villanueva (1665 - 1668), ma fu scoperto ed il suo ispiratore, un nativo battezzato di nome Esteban Clemente, ucciso. In entrambi i casi l'obbiettivo era quello di dare luogo ad una sollevazione estesa a più pueblo, in pratica le possiamo considerare come delle "prove generali" della successiva rivolta del 1680.
Nel 1675, come detto in precedenza, 47 uomini della medicina Pueblo furono imprigionati con l'accusa di stregoneria. Quattro furono impiccati e gli altri furono fustigati e vennero rilasciati solo dopo che una delegazione di 70 capi Pueblo si recò a Santa Fe dal governatore Treviño minacciando una rappresaglia. Fra gli uomini rilasciati vi era anche uno sciamano e guerriero Tewa di San Juan Pueblo, noto con il nome di Popé. Questi, invece di ritornare a San Juan, si diresse a Taos, nella zona più settentrionale e meno controllata della provincia spagnola, dove incontrò altri capi Pueblo e con loro iniziò a pianificare la rivolta contro gli Spagnoli. Fra i capi Pueblo incontrati c'erano quelli dei principali gruppi della regione: Francisco Ollita e Nicolas Jonva di San Ildefonso, Domingo Naranjo di Santa Clara, Domingo Romero di Tesuque e Alonzo Catiti di Santo Domingo.
Per non insospettire gli Spagnoli gli incontri fra i vari capi Pueblo si svolgevano dopo mezzanotte nella casa del capo della comunità, di solito il giorno della festa del santo patrono di un particolare villaggio. In tal modo i capi Puelo avevano una buona ragione per andare alla festa; il giorno si intrattenevano con gli Spagnoli, mentre la notte si riunivano fra loro, per lasciare la riunione prima del sorgere del sole, e tornare ai loro villaggi di origine.
Sembra che lo strumento utilizzato per sincronizzare le rivolte dei villaggi nello stesso giorno sia stata una corda con diversi nodi, una sorta di quipu Inca che venne consegnata ad ogni capo villaggio Pueblo. La corda conteneva diversi nodi, ogni giorno ne andava sciolto uno, quando veniva sciolto l'ultimo, quello era il giorno della rivolta.

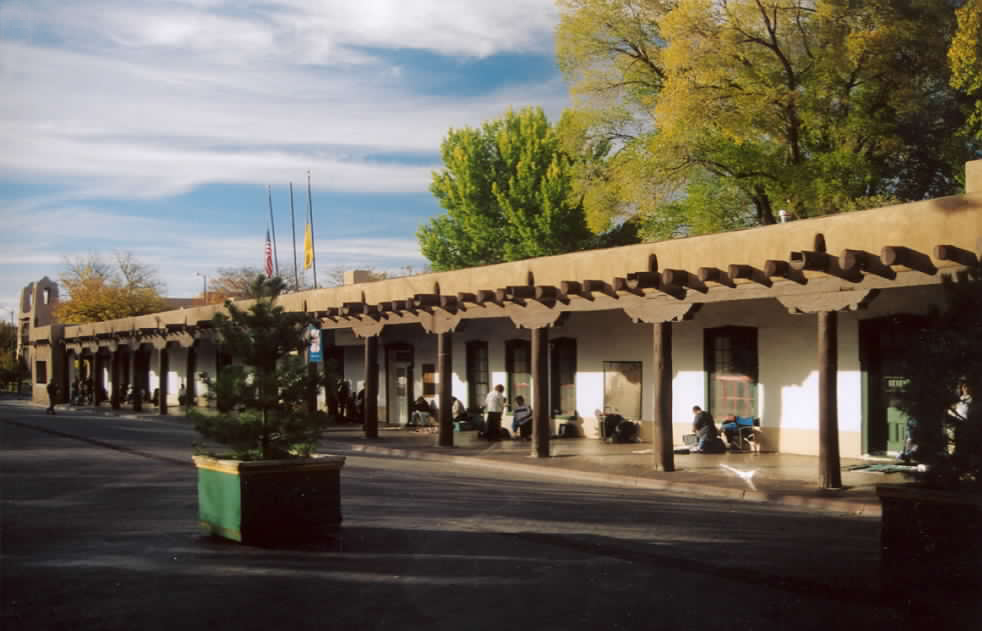
Palazzo del Governatore di Santa Fe

Quando il piano fu completato venne dato l'incarico a due giovani messaggeri di Tesuque di raggiungere tutti i villaggi che avevano aderito alla insurrezione affinché potessero agire simultaneamente lo stesso giorno. Il viaggio dei messaggeri venne interrotto dagli Spagnoli, probabilmente informati da alcuni pueblo dissidenti, che arrestarono i due giovani (9 agosto 1680). Questo evento fece precipitare la situazione e fu dato l'ordine di anticipare l'insurrezione di un giorno rispetto al piano prefissato.
Il 10 agosto 1680 i Pueblo della provincia spagnola del Nuovo Messico insorsero contro i coloni spagnoli ed i missionari francescani dando luogo ad una delle più significative rivolte della storia del Nuovo Mondo. Alla rivolta parteciparono anche alcune tribù Apache e Navajo, tradizionali rivali dei Pueblo, ma che in questa circostanza si allearono con loro per contrastare gli Spagnoli. Gli unici Pueblo che non parteciparono all'insurrezione furono i Tiwa di Isleta e i Piro per motivi che tuttora non sono stati del tutto chiariti. Nella rivolta perirono circa 400 coloni spagnoli, 21 missionari francescani ed un numero imprecisato di Pueblo.
La rivolta divampò inizialmente nei pueblo della zona settentrionale della valle del Rio Grande, detta del Rio Arriba, dove vennero incendiate diverse chiese ed uccisi alcuni frati a Taos, Picuris e nei pueblo di lingua tewa. I coloni spagnoli superstiti si rifugiarono a Santa Fe, dove risiedeva il governatore spagnolo della provincia Antonio de Otermin.
I coloni della zona meridionale della provincia, detta appunto Rio Abajo, si raccolsero ad Isleta, ove risiedeva il vicegovernatore Alonso Garcia, che era uno dei pochi pueblo a non aver partecipato alla rivolta, sperando di poter ricevere rinforzi da Santa Fe.
Nel frattempo, nell'area del Rio Arriba, i Pueblo, terminata l'opera di distruzione di tutti i simboli della dominazione spagnola, si diressero verso Santa Fe, che assediarono il 13 agosto. Conoscendo la potenza delle armi da fuoco spagnole, i Pueblo evitarono di prendere d'assalto in forze la città limitandosi ad assalti a obiettivi parziali, ma soprattutto tagliando le forniture idriche alla città che quindi restò presto senz'acqua. Per 5 giorni vi furono vari assalti contro gli Spagnoli che furono costretti a rifugiarsi nel Palazzo del Governatore mentre i Pueblo davano alle fiamme la chiesa di Nostra Signora e vari edifici limitrofi.
Il 18 agosto il governatore Otermin guidò un disperato contrattacco che riuscì a rompere l'assedio uccidendo circa 300 pueblo che si ritirarono sulle colline prospicienti la città. Nonostante questa parziale vittoria gli Spagnoli restavano in grave difficoltà per la scarsità di viveri e di acqua, e con poca speranza di ricevere aiuti dall'esterno. Pertanto il governatore decise che l'unica possibilità di salvezza per i coloni era la fuga verso sud, ed il 21 agosto lascio Santa Fe dirigendosi verso Isleta ove sperava di riunirsi con le forze del vicegovernatore Garcia che lì risiedevano. Anche Garcia però, non avendo notizie da Santa Fe, e pensando che i coloni del nord fossero stati uccisi, aveva lasciato Isleta dirigendosi verso Paso del Norte, lungo il percorso detto Camino Real de Tierra Adentro. I due gruppi di superstiti si riunirono in un poste detto Fray Cristobal, poco a nord della zona desertica della Jornada del Muerto, e da qui proseguirono fino a Paso del Norte, ove giunsero ai primi di settembre.

## Il periodo di indipendenza dal 1680 al 1692
Dopo l'abbandono della regione da parte degli Spagnoli, i Pueblo tornarono pian piano al loro stile di vita tradizionale, ripristinando i loro costumi sociali e religiosi. Dal punto di vista politico tuttavia le cose non furono semplici e con il tempo i particolarismi locali, e la tradizione di grande autonomia dei singoli gruppi, prevalsero sullo spirito unitario che aveva reso possibile la sconfitta degli Spagnoli.
Nei primi anni Pope si diede molto da fare per ristabilire gli antichi usi e tradizioni, e per tenere uniti i Pueblo. Egli cercò anche di imporre la sua autorità centrale e di raccogliere una sorta di imposte per mantenere un governo forte. I suoi metodi tuttavia non furono apprezzati ed egli fu costretto a dimettersi (o fu ucciso) in una data fra il 1685 ed il 1688, in favore di Luis Tupatu, un leader di Picuris che aveva collaborato con lui alla preparazione della rivolta.
Nell'inverno fra il 1681 ed il 1682, il governatore Otermin guidò un tentativo di riconquista del territorio perduto l'anno precedente. Il 7 novembre 1681 Otermin, con una forza di circa 150 soldati ed altrettanti pueblo rimasti fedeli agli Spagnoli, ed un seguito di religiosi, fra cui Francisco de Ayeta, superiore francescano della provincia, mosse verso nord lungo la valle del Rio Grande. Giunti nella zona di Socorro trovarono i villaggi in precedenza abitati dai Pueblo Piro abbandonati a le relative chiese incendiate o demolite. Ai primi di dicembre la spedizione giunse ad Isleta, che era abitata e che fu attaccata e conquistata dopo una breve resistenza. Dopo una formale cerimonia con cui Otermin ristabilì l'autorità spagnola sul pueblo, egli invio il veterano Juan Diego de Mendoza con 70 uomini armati di scorta, ad esplorare e raccogliere informazioni sulla situazione dei Pueblo del nord.
Mendoza raggiunse i pueblo di lingua keres nell'area di Bernalillo, ma li trovò deserti in quanto questi erano stati avvertiti da messaggeri giunti da Isleta del ritorno degli spagnoli. Il 14 dicembre nei pressi di Cochiti, Mendoza incontrò un folto gruppo di guerrieri Pueblo che accettarono di avviare colloqui di pace. Le trattative andarono avanti per qualche giorno con i Pueblo guidati dal loro leader Alonzo Catiti, uno di capi della rivolta del 1680. Quando Mendoza pensava che un accordo poteva essere a portata di mano, venne informato da alcuni pueblo fedeli agli Spagnoli che le trattative erano solo una manovra dilatoria studiata da Catiti per permettere ai Pueblo di raccogliere forze sufficienti per ucciderli. Valutata la situazione Mendoza decise che il rischio era troppo elevato e le sue forze troppo esigue, quindi decise, sia pure a malincuore essendo arrivato oramai a pochi chilometri da Santa Fe, di ritirarsi ed il 18 dicembre si ricongiunse al contingente principale accampato presso Sandia Pueblo. Qui Otermin tenne consiglio con i suoi luogotenenti ed i membri religiosi della spedizione e si convinse, anche complice l'incalzare dell'inverno, che non restava che tornare indietro ed ai primi di gennaio ripartì per Paso del Norte. Sulla via del ritorno gli Spagnoli bruciarono il Pueblo di Isleta e deportarono circa 400 dei suoi abitanti che furono insediati in quella che oggi è nota come Isleta del Sur nell'attuale Texas vicino a El Paso.

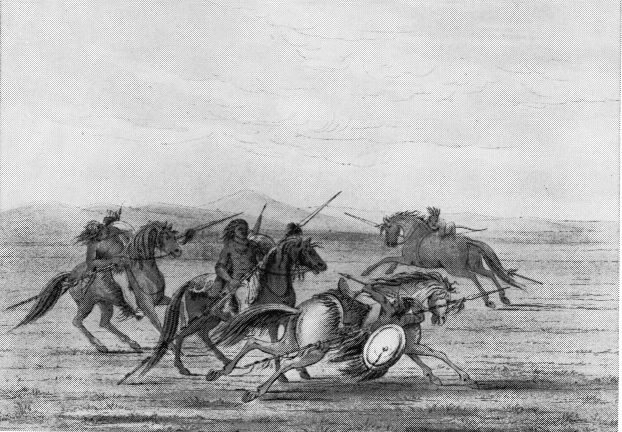
Guerrieri Kiowa a cavallo

In conclusione questo tentativo di riconquistare la valle del Rio Grande da parte di Otermin si concluse in un fallimento che diede agli Spagnoli la consapevolezza che non sarebbe stato né facile, né breve il riappropriarsi della regione. Tuttavia se l'insuccesso di Otermin aveva allontanato, almeno momentaneamente il ritorno dagli spagnoli, i pericoli per la neoritrovata libertà dei pueblo erano tutt'altro che scongiurati. Infatti in breve tempo gli antichi nemici, costituiti dalle tribù indiane nomadi che popolavano gli altopiani del sud-ovest, principalmente Apache e Navajo, compresero che i Pueblo, non più protetti dagli Spagnoli, erano ridiventati vulnerabili, probabilmente più di quanto lo fossero stati in passato.
Nei 90 anni di dominazione spagnola i Pueblo avevano perso l'abitudine a combattere ed avevano affidato la loro difesa unicamente alle armi ed agli equipaggiamenti spagnoli. Ora con partenza di questi, essi si venivano a trovare indifesi, privi di armi e quindi maggiormente esposti alle razzie dei loro bellicosi vicini. Inoltre i Pueblo non possedevano praticamente cavalli in quanto in precedenza la legge spagnola ne inibiva loro il possesso, e questo li metteva in forte inferiorità nel contrastare i loro nemici. Viceversa Apache e Navajo, nello loro razzie contro gli Spagnoli, ne erano venuti in possesso ed in breve tempo avevano sviluppato il loro allevamento utilizzandoli per velocizzare gli spostamenti e per rendere più efficaci le incursioni nei territori nemici. Pertanto pochi mesi dopo la partenza degli Spagnoli, i Pueblo iniziarono a subire gli attacchi dei predoni Apache e Navajo che li derubavano del raccolto.
Nel 1683 Otermin fu avvicendato da Domingo Jironza Petriz de Cruzate, un veterano che si era distinto nella guerra contro il Portogallo. Egli doveva tentare la riconquista della provincia del Nuovo Messico e combattere gli Apache. Inizialmente Cruzate operò per rafforzare la posizione di El Paso costruendo un presidio presso l'attuale San Elizario, ma non ricevette dal viceré della Nuova Spagna l'assistenza adeguata per la riconquista che era stato promessa. Nel 1686 Cruzate fu sostituito da Pedro Reneros de Posada, tuttavia visto che anche quest'ultimo non giungeva a nessun risultato, fu riconfermato nel 1689.
Nel 1689 Cruzate condusse una spedizione nel nord, risalendo la valle del Rio Grande fino a Zia Pueblo dove attaccò i Pueblo che vi risiedevano uccidendone circa 600 e prendendone prigionieri 60. Tuttavia, nonostante questa vittoria, Cruzate, come già Otermin nel 1682, non poté mantenere la posizione per scarsità di uomini e rifornimenti, e fu pertanto costretto a fare ritorno alla base a Paso del Norte. Qui Cruzate seppe che era stato nominato governatore della provincia Diego de Vargas, un nobile spagnolo, la cui nomina sarebbe diventata effettiva nel 1691.

## La riconquista spagnola del 1692

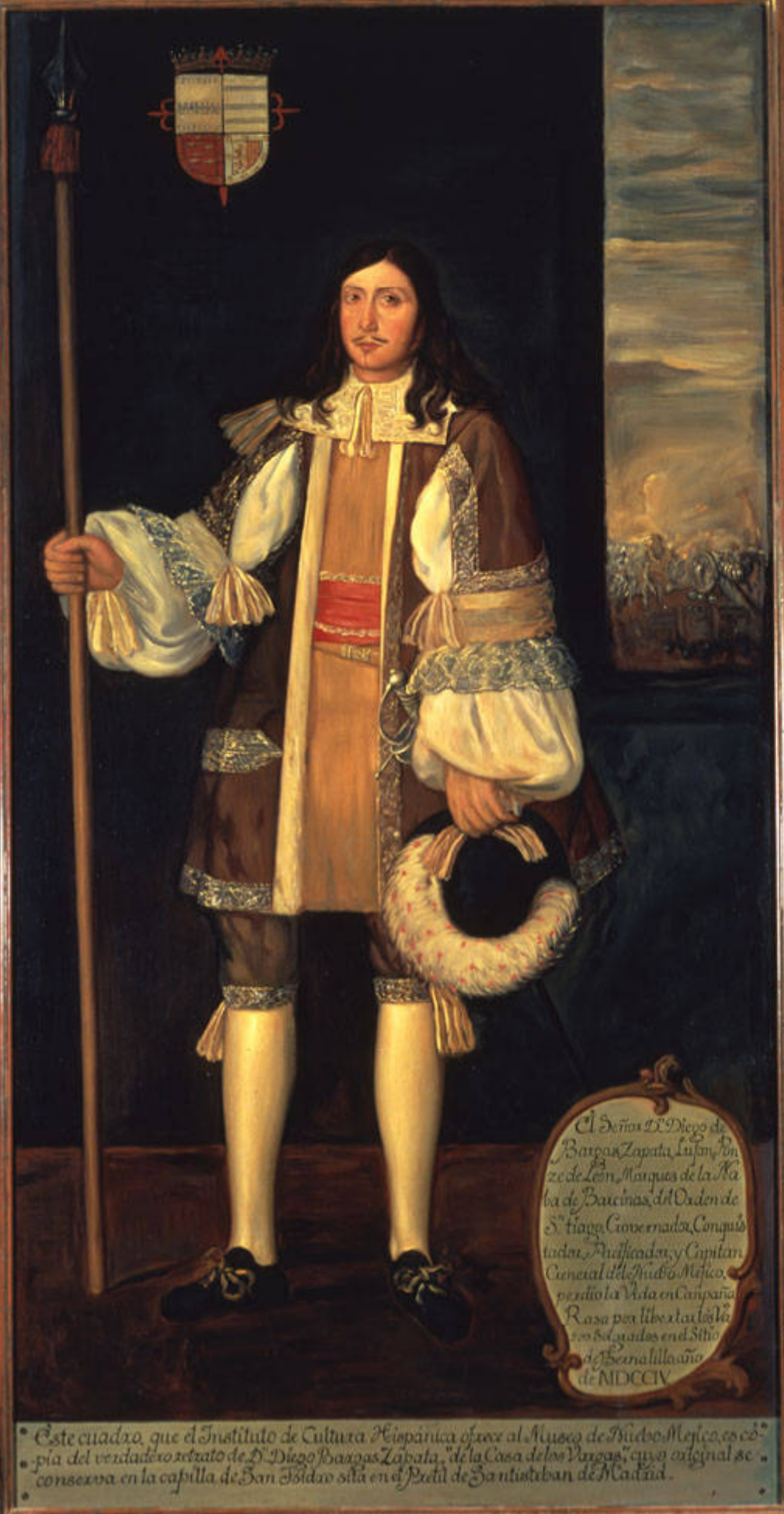
Diego de Vargas

Memore degli insuccessi dei suoi predecessori, Vargas impiegò il suo primo anno di governatorato a preparare una adeguata forza per la riconquista del Nuovo Messico. Nell'agosto del 1692 Vargas, con circa 200 soldati ed alcuni frati francescani, attraversò il Rio Grande con l'obiettivo di riconquistare il Nuovo Messico. La sua strategia prevedeva una uso dissuasivo della forza militare che doveva servire a convincere i Pueblo ribelli a sottomettersi al regno di Spagna che in cambio offriva loro il perdono. La spedizione ripercorse a ritroso l'itinerario del El Camino Real, seguito 12 anni prima dai profughi spagnoli che fuggirono dalla rivolta. In questo percorso verso nord, che seguiva in gran parte il percorso del Rio Grande, incontrarono diversi Pueblo, nella zona meridionale del territorio, che risultavano disabitati in quanto gli abitanti ne erano fuggiti riparando sulle alture circostanti.
A metà settembre Vargas arrivò a Santa Fe, l'antica capitale del territorio, dove si trovano circa 1000 Pueblo che avevano riadattato le antiche abitazioni spagnole alle loro esigenze. Vargas, dando prova di una buona capacità negoziale in cui dosò abilmente la forza militare e le promesse, riuscì a convincere gli abitanti di Santa Fe a riconoscere la dominazione della Spagna. Il 14 settembre 1692 Vargas con i frati che lo accompagnavano e gli abitanti di Santa Fe eseguirono una cerimonia formale di sottomissione in cui accettavano la corona spagnola e venivano assolti dalle "colpe" commesse.
Nel mese successivo Vargas raggiunse la gran parte dei pueblos del nord del Nuovo Messico, ottenendone la sottomissione. Prima di ripartire per El Paso Vargas visitò anche le popolazioni pueblo di Acoma e le comunità Zuñi e Hopi che vivevano a ovest del Rio Grande, così come i pueblo a sud lungo il Rio Grande che erano stati trovati disabitati nel viaggio di arrivo.
Prima di Natale Vargas rientrò a El Paso. I risultati che aveva ottenuto, come illustrati al Viceré della Nuova Spagna, Conte di Galve, erano notevoli: 23 pueblo riconquistati, 74 prigionieri spagnoli e indiani liberati e 2 214 indiani battezzati.
Nel settembre del 1693 Vargas tornò nei territori riconquistati. Questa volta era accompagnato da circa 800 coloni, bestiame e rifornimenti. Quando arrivarono a Santa Fe la trovarono occupata dai pueblo Tewa che avevano approfittato dell'assenza degli Spagnoli per riappropriarsi della città. Anche questa volta Vargas cercò di negoziare con i Tewa, ma stante il loro rifiuto, e l'inverno incombente, alla fine li attaccò e anche con l'aiuto dei pueblo di Pecos li sconfisse e il 29 dicembre entrò nella città.
Per punizione Vargas ordinò l'esecuzione di 70 pueblo ribelli, mentre circa 400 vennero assegnati ai coloni in servitù per dieci anni.
Durante il 1694 e 1695 nuovi coloni arrivarono nei territori riconquistati, tanto che Vargas autorizzò la creazione di un nuovo insediamento nella provincia, a Santa Cruz de la Cañada, a nord di Santa Fe lungo il fiume Santa Cruz.
Nel giugno del 1696 vi fu una ribellione organizzata che coinvolse numerosi Pueblo del nord: Tiwa, Tewa, Tano e alcuni gruppi Keres. In questa rivolta furono uccisi 5 frati ed una ventina fra coloni e soldati spagnoli. Vargas reagì a questa rivolta con la forza e, anche con l'aiuto dei Pueblo rimasti fedeli alla corona che fornirono soldati ausiliari, intraprese una serie di azioni, che durarono fino al mese novembre, con le quali riconquistò ad uno ad uno i pueblos che si erano ribellati. Al termine della campagna i Pueblo sconfitti si sottomisero, mentre alcuni che non vollero accettare la dominazione spagnola fuggirono nei pueblos a occidente del Rio Grande o trovarono rifugio presso le popolazioni nomadi della zona.

## Conseguenze
I 20 anni di turbolenze seguiti alla rivolta del 1680 determinarono profonde conseguenze, generalmente negative, sullo stile di vita dei Pueblo. In primo luogo la popolazione Pueblo subì una brusca diminuzione rispetto a prima della rivolta, che viene stimata in circa 14 000 persone, come conseguenza delle morti in battaglia, ma anche degli stenti e delle deportazioni cui furono sottoposti i nativi da parte degli Spagnoli. Inoltre la vastità e la durezza dello scontro provocarono una riduzione permanente degli insediamenti accompagnata da rilocazione di alcuni siti e lo spostamento delle popolazioni di alcuni insediamenti in altre aree.
Un'altra conseguenza fu lo sviluppo all'interno di molti villaggi di fazioni pro e contro una alleanza con gli Spagnoli nel combattere contro altri villaggi che erano rimasti ostili. Molti casi di questo genere si svilupparono fra il 1692 ed il 1696 in cui guerrieri pueblo combatterono a fianco degli Spagnoli nella riconquista dei pueblo che si erano ribellati. Altro caso quello dei Pueblo Pecos che in generale aderirono alla causa spagnola, ma nel 1696 un certo numero di dissidenti fuggirono per rifugiarsi presso il pueblo di Acoma.
Fra le conseguenze positive per i Pueblo se ne possono citare due. La prima fu che il sistema di riscossione dei tributi basato sulla Encomienda non fu ristabilito. Quanto questo fatto fosse dovuto ad una presa d'atto di coscienza da parte degli Spagnoli, o piuttosto dal fatto che la base di reclutamento degli encomendados fosse drasticamente diminuita a causa della forte diminuzione della popolazione pueblo non è del tutto appurato. Il secondo aspetto positivo fu che il sistema missionario, seppure reintrodotto, fu stemperato da una maggiore moderazione da parte dei Francescani il cui livello di importanza nella scala gerarchica spagnola era fortemente diminuito.
In conclusione si può affermare che la Rivolta Pueblo fornì ai nativi un breve intermezzo di indipendenza pagato al costo di gravi perdite umane e territoriali e pesanti spaccature del tessuto sociale.